# Irène de Trébert
Irène de Trébert, née le 6 février 1921 à bord du paquebot Pierre le Grand et morte le 13 mai 1996 à Saint-Jean-de-Luz, est une chanteuse, danseuse et actrice française.

## Biographie
Irène de Trébert est la fille de Victor de Trébert et de son épouse Olga Gheiring. Petit rat de l'opéra dès l'âge de cinq ans, Irène de Trébert sera ensuite une vedette de la troupe de comédie musicale du Bon petit diable, entièrement composée d'enfants et  dirigée par Joë Bridge qui contribua à la faire connaître.

### Les zazous
Johny Hess chante dès 1938 Je suis swing et popularise la mode zazou très mal vue deux ans plus tard par les autorités allemandes d'Occupation. En ces temps guerriers sont prohibés, interdits les bals où l'on se touche, où l'on danse ; mais de jeunes bourgeois résistent et veulent écouter du jazz et surtout « swinguer ». 
À partir de 1941, cette mode déferle : Django Reinhardt, Stéphane Grapelli (Django — le gitan — joua même en direct sur Radio-Paris) ; Réda Caire chante Swing swing, Madame. Les jeunes devinrent donc « zazous » comme dans la chanson de Johnny Hess : Je suis zazou, zazoué ; Hess ayant à l’oreille le Zah, zuh, zah de Cab Calloway de 1933,.
Donc c'est tout naturellement qu'en 1941, Irène de Trébert joue dans Mademoiselle Swing, une comédie musicale de Richard Pottier toute à sa gloire et censée promouvoir ses chansons.
En 1942, Irène de Trébert se lie au musicien et chef d'orchestre Raymond Legrand, couple qui donnera le jour à un enfant, Michel-Patrick Legrand (demi-frère du compositeur Michel Legrand). Le couple se sépare en 1945.
Irène de Trébert est l'un des symboles du swing français et de la mouvance zazou. Elle était également chanteuse et danseuse de claquettes.
Elle repose au cimetière de Vaucresson, dans les Hauts-de-Seine.

## Répertoire
- Ah ! la belle chanson
- Au Quatrième Top (le refrain sert à certains sonals, ou jingles, de changements d'heures de Radio Nova : « Un vol de libellules »…)
- Mademoiselle Swing (1942 - B.O. du film homonyme)[8]
- Je t'aime
- Stop

## Filmographie
- 1938 : Trois Artilleurs à l'opéra d'André Chotin - Nicole Ducouret
- 1942 : Mademoiselle Swing de Richard Pottier - Irène Dumontier
- 1951 : Musique en tête de Georges Combret et Claude Orval - Monique
- 1951 : Monsieur Octave de Maurice Téboul
- 1951 : Le Roi du bla bla bla de Maurice Labro - Juliette
- 1951 : La Garçonnière de Claude Orval (court métrage)
- 1952 : Duel à Dakar de Georges Combret et Claude Orval - Irène
- 1952 : Ce coquin d'Anatole de Émile Couzinet - Hélène de Bellefeuille

## Théâtre

### Opérette
- 1946 : La Bonne Hôtesse opérette de Jean-Jacques Vital et Serge Veber, mise en scène Fred Pasquali, Alhambra